# Mammillaria elongata
Mammillaria elongata (укр. Мамілярія подовжена, Мамілярія елонґата) — сукулентна рослина з роду мамілярія (Mammillaria) родини кактусових (Cactaceae).

## Етимологія
Видова назва походить від лат. elongata — подовжена.

## Ареал
Енденмічна рослина Мексики. Ареал зростання — Центральна Мексика, штати Ідальго, Ґуанахуато, Керетаро.

## Екологія
Росте на вапняних ґрунтах на висоті 1 350–2 400 м над рівнем моря.

## Морфологічний опис
- Рослини формуються групами.

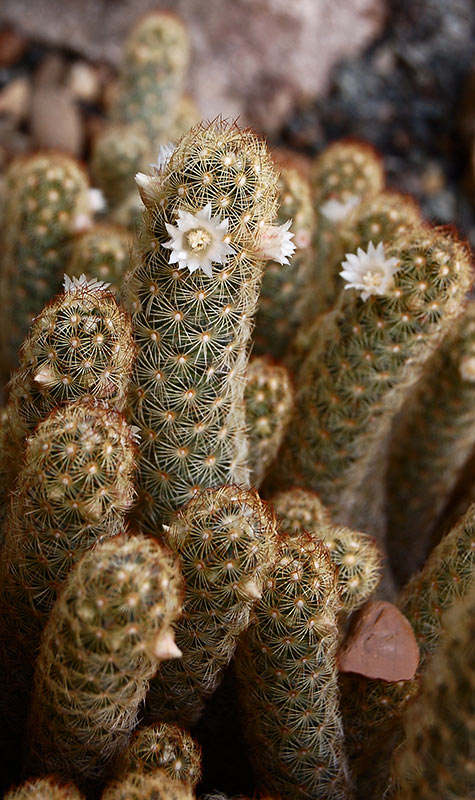
Квітуча Mammillaria elongata в Ботанічному саду імені Миколи Гришка НАН України

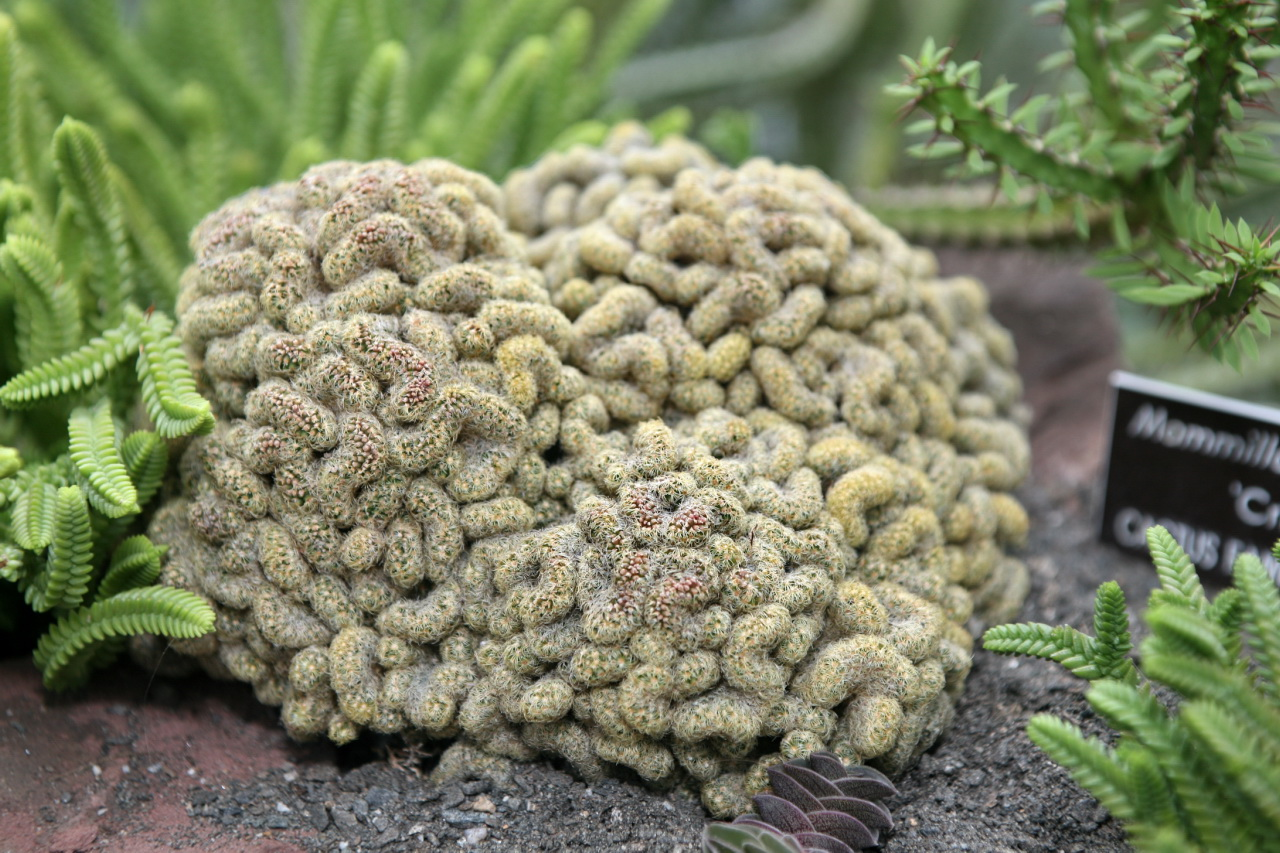
Кристатна форма Mammillaria elongata

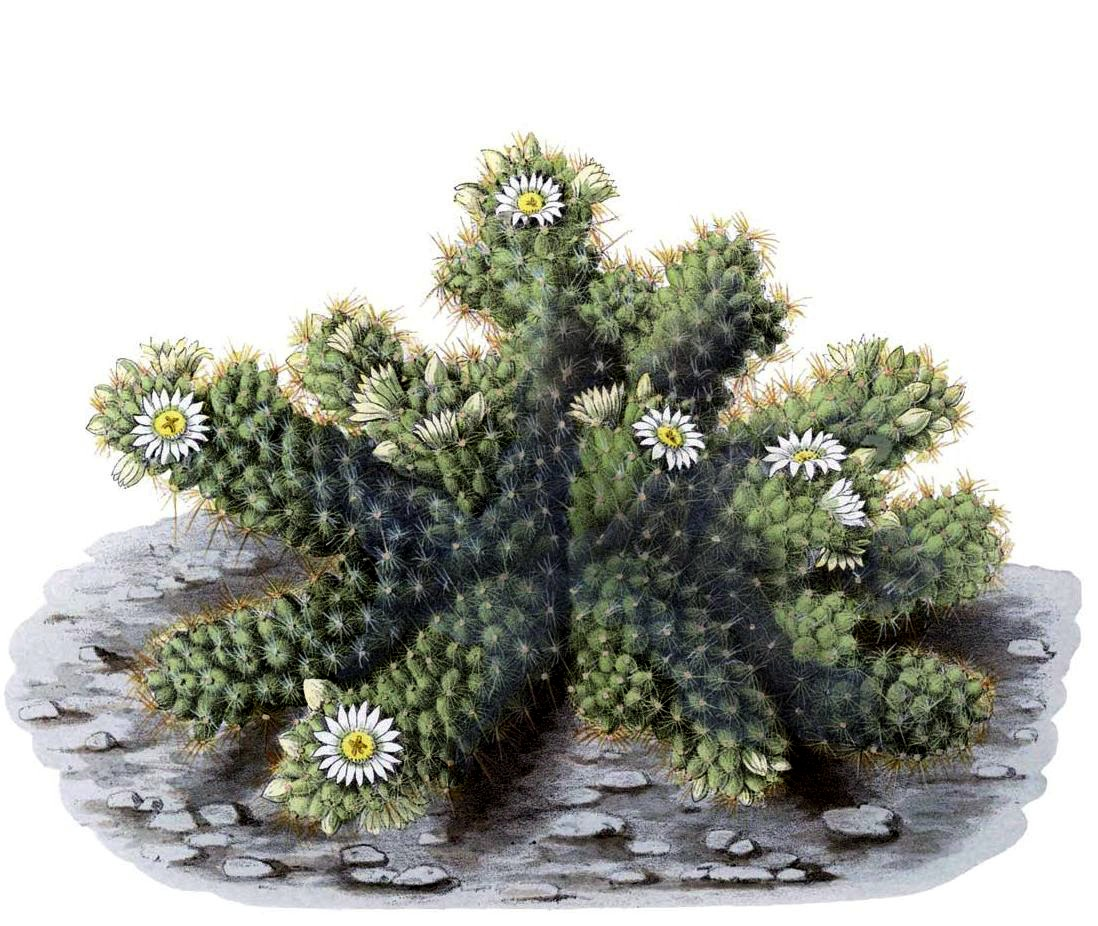
Ілюстрація Mammillaria elongata у виданні 1904 року К. Шумана, М. Гюрке і Ф. Фаупеля «Blühende Kakteen» («Квітучі кактуси»)

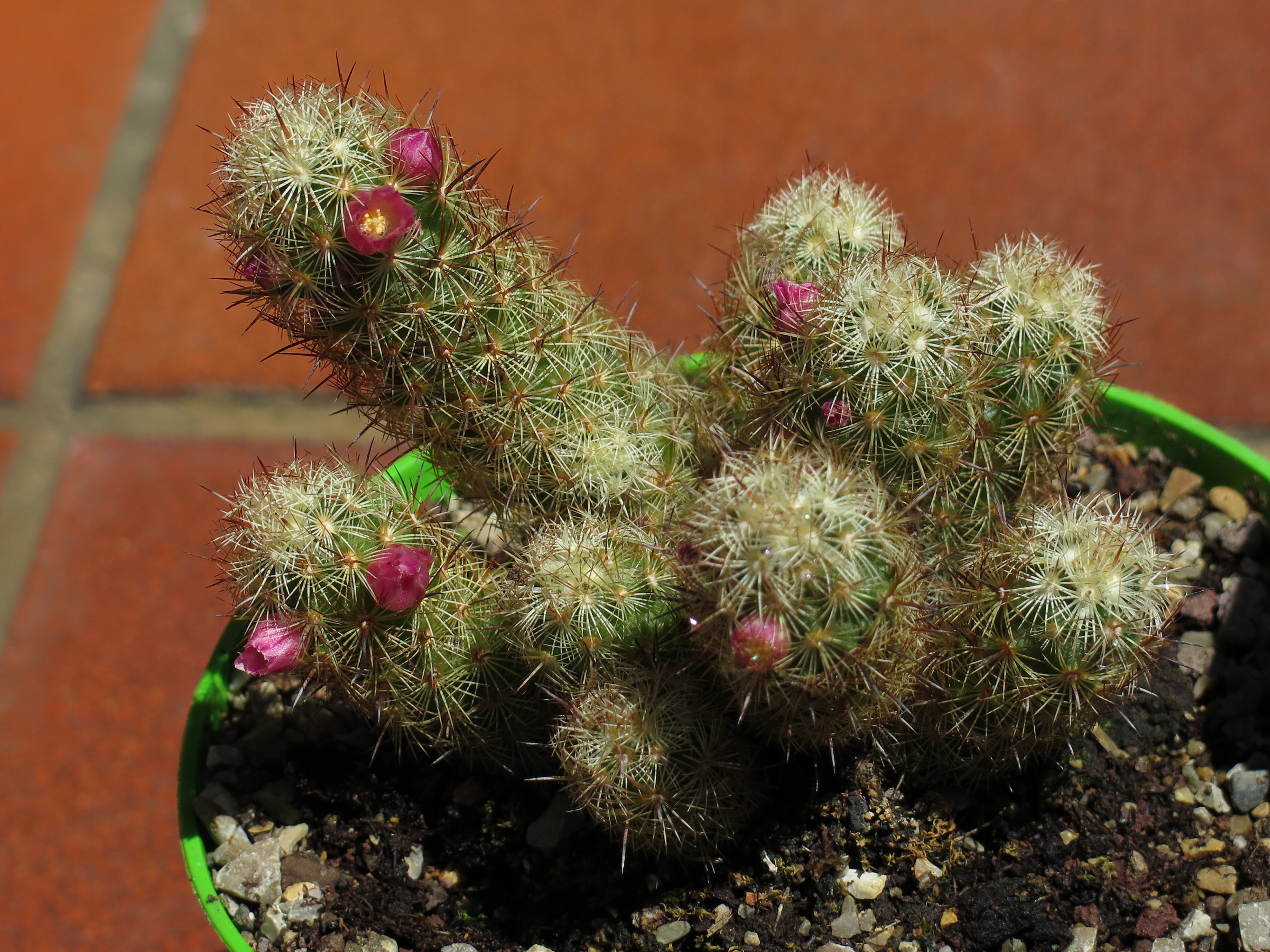
Mammillaria elongata var. anguinea

- Стебло подовжено-циліндричне, 1-3 см в діаметрі.
- Маміли тонкі, конічні.
- Аксили голі або майже голі.
- Центральні колючки зазвичай відсутні, іноді дві, жовті до коричневих, з темними кінцями, завдовжки 10-15 мм.
- Радіальних колючок — 14-25, змінюються у кількості, білі до золотисто-жовтих, тонкі, голчасті, завдовжки 4-9 мм.
- Квіти блідо-жовті до рожевих, до 10 мм завдовжки і в діаметрі.
- Плоди — рожеві, що стають червоними.
- Насіння — коричневі.

## Різновиди
Розпізнають два різновиди Mammillaria elongata.

### Mammillaria elongata subsp. elongata
Стебла численні, подібні пальцям, що змінюються від вузького як мізинець жінки, до товстого як середній палець чоловіка.
Ареал зростання — частіше росте на крутіших схилах. Мексика (Ідальго, Керетаро, на висоті від 1350 до 2400 метрів над рівнем моря).

### Mammillaria elongata subsp. echinaria
Синоніми:
- Mammillaria echinaria DC. 1828
- Mammillaria elongata var. echinaria (DC.) Backeb. 1961

Від типової рослини відрізняється товстішим стеблом — 3 см, або близько в діаметрі, набагато помітнішими, витягнутими радіальними колючками й наявністю 2, або 3 центральних колючок, жовтого, або червонувато-коричневого відтінку. У всіх інших відносинах цей різновид подібна типовому.
Ареал зростання — частіше росте на відкритій місцевості і схилах. Мексика (штати Ідальго, Ґуанахуато, Керетаро, на висоті приблизно 1400 метрів над рівнем моря).

## Утримання в культурі
У культурі Mammillaria elongata — серед найлегших різновидів Мамілярій. Кущі зустрічаються в колекціях до 60 см в діаметрі. Легко розмножується дітками, які у великій кількості утворюються навколо основного стебла а також насінням.

## Використання
Цей вид використовується як декоративна рослина, але не так часто, як інші більш дрібншіші види мамілярій.

## Охоронні заходи
Mammillaria elongata входить до Червоного Списку Міжнародного Союзу Охорони Природи видів, з найменшим ризиком (LC). Має порівняно високу чисельність у своєму обмеженому ареалі, яка в даний момент не знижується досить швидко. Основними загрозами для виду є незаконний збір, зміни в землекористуванні в сільському господарстві і деградація довкілля через випас кіз, що впливають на чисельність деяких субпопуляцій цього виду.
Охороняється Конвенцією про міжнародну торгівлю видами дикої фауни і флори, що перебувають під загрозою зникнення (CITES).

## Синоніми
- Mammillaria echinaria DC. 1828
- Mammillaria elongata var. intertexta (DC.) Salm-Dyck 1850
- Mammillaria elongata var. subcrocea (DC.) Salm-Dyck 1850
- Mammillaria elongata var. tenuis (DC.) K.Schum. 1898
- Mammillaria elongata var. rufocrocea (DC.) K.Schum. 1898
- Mammillaria elongata var. stella-aurata (Mart.) K.Schum. 1898
- Chilita elongata (DC.) Orcutt 1926
- Chilita echinaria (DC.) Orcutt 1926
- Mammillaria elongata var. minima Schelle 1926
- Mammillaria elongata var. schmollii Borg 1937
- Mammillaria elongata var. viperina Backeb. 1945
- Mammillaria elongata var. viperina K.Brandegee 1951
- Leptocladodia elongata (DC.) Buxb. 1960
- Mammillaria elongata var. echinaria (DC.) Backeb. 1961
- Mammillaria elongata var. densa (K.Schum.) Byles & G. D. Rowley 1961
- Mammillaria elongata var. echinata (DC.) Backeb. 1961
- Mammillaria elongata subsp. echinaria (DC.) D.R.Hunt 1997
- Mammillaria elongata var. straminea Hort.
- Mammillaria elongata var. echinata K.Schum.